# Большой Краснояр (Кировская область)
 Большой Краснояр  — деревня в Санчурском муниципальном округе Кировской области.

## География
Расположена на расстоянии примерно 12 км по прямой на север-северо-запад от райцентра поселка Санчурск.

## История
Известна с 1748 года как деревня Краснояр с населением 21 душа мужского пола. В 1873 году в деревне (Краснояр большой) дворов 13 и жителей 107, в 1905 (Большой Краснояр или Арсебеково) 52 и 310, в 1926 (Большой Краснояр или Красногорье-Арсебеково) 76 и 423 (45 мари), в 1950 84 и 305, в 1989 31 житель. Настоящее название утвердилось с 1939 года. С 2006 по 2019 год входила в состав Сметанинского сельского поселения.

## Население
Постоянное население составляло 13 человек (русские 92%) в 2002 году, 5 в 2010.